# Соната для клавира № 9 (Моцарт)
Соната для клавира № 9 ре мажор, К. 311/284с ― произведение, написанное Вольфгангом Амадеем Моцартом во время его пребывания в Аугсбурге и Мангейме в ноябре — декабре 1777 года. Примерно в то же время Моцарт сочинил свою сонату № 7 до мажор, К. 309 (соната № 8 была написана летом следующего года в Париже). Три сонаты (К. 309—311) были впервые опубликованы Францем Иосифом Хейной в виде сборника «Opus IV» примерно в 1782 году.
Произведение состоит из трёх частей:
1. Allegro con spirito, 4
4
2. Andantino con espressione, 2
4
3. Rondeau (Allegro), 6
8

Типичное исполнение занимает от 15 до 17 минут.
Первая часть написана в сонатной форме. Её главная партия имеет quasi-оркестровое начало, а побочная партия (в ля мажоре) более спокойная по характеру. Раздел разработки в этой части почти полностью основан на мелодии последних четырёх тактов экспозиции.
Вторая часть имеет структуру A-B-A-B-A-coda и написана в тональности соль мажор.
Наиболее технически сложной является завершающая часть в форме рондо-сонаты, средний раздел которой написан в си миноре (тональность, параллельная ре мажору). Медленный отрывок, содержащий восходящую хроматическую гамму, предваряет главную тему части. В этом отрывке можно услышать мотив, напоминающий мелодию из второй части концерта для фортепиано с оркестром № 21, который был написан Моцартом в 1785 году.